# Micromus lanceolatus
Micromus lanceolatus is een insect uit de familie van de bruine gaasvliegen (Hemerobiidae), die tot de orde netvleugeligen (Neuroptera) behoort. 
Micromus lanceolatus is voor het eerst wetenschappelijk beschreven door Navás in 1910.